# راست (مریلند)
راست (به انگلیسی: Russett) یک منطقهٔ مسکونی در ایالات متحده آمریکا است که در شهرستان آنا آروندل، مریلند واقع شده‌است. راست ۱۳٬۰۰۰ نفر جمعیت دارد.